# Луц Гесліх
Луц Гесліх (нім. Lutz Heßlich, 17 січня 1959) — німецький велогонщик.
Олімпійський чемпіон 1980 (спринт), 1988 (спринт) років.
Чемпіон світу з трекових велоперегонів 1979 (спринт), 1983 (спринт), 1985 (спринт), 1987 (спринт) років, срібний призер 1981 (спринт), 1982 (спринт), 1986 (спринт) років, бронзовий призер 1977 року в спринті.